# Sopra Steria
Sopra Steria Group SA ist eine europäische Management- und Technologieberatung mit Hauptsitz im französischen Annecy, die im September 2014 aus dem Zusammenschluss der beiden Unternehmen Sopra Group SA und Groupe Steria SCA entstanden ist.
Der Sitz der deutschen Landesgesellschaft ist Hamburg mit zahlreichen weiteren Standorten wie Berlin, München, Frankfurt am Main, Köln, Schrobenhausen und Leipzig.
Hauptsitz der Schweizer Niederlassung ist in der Gemeinde Urdorf bei Zürich. Weitere Geschäftsstellen befinden sich in der Bundesstadt Bern sowie in der Romandie in Genf und Renens VD bei Lausanne.
In Österreich ist der Firmensitz in der Hauptstadt Wien.

## Geschichte
Die französische Sopra Gruppe wurde 1968 von Pierre Pasquier, François Odin und Leo Gantelet gegründet. Der französische Systemintegrator Steria wurde 1969 von Jean Carteron gegründet. Im Jahr 2005 wurde die deutsche Unternehmensberatung Mummert Consulting AG und deren Tochtergesellschaft Mummert ISS GmbH von Steria übernommen. Von 2015 bis 2017 firmiert das Unternehmen als Sopra Steria GmbH und der Tochter ISS Software GmbH. Seit April 2018 firmiert das Unternehmen als Sopra Steria SE. Am 1. Oktober 2015 übernahm die Sopra-Gruppe auch die Airbustochter CIMPA GmbH.

## Unternehmen
Die Sopra Steria-Gruppe ist in fast 30 Ländern vertreten und beschäftigt rund 52.000 Mitarbeiter (Stand: Dezember 2024). Die Gruppe ist seit 1990 an der Pariser Börse Euronext gelistet.
Sopra Steria SE
In Deutschland ging 2005 aus der Übernahme von Mummert Consulting AG (ehemals Mummert + Partner) durch die französische Steria-Gruppe die Steria Mummert Consulting hervor. Durch den Zusammenschluss von Sopra und Steria im September 2014 wurde diese zur Sopra Steria GmbH und ist ein Teil der Sopra Steria Gruppe. Im Oktober 2017 erfolgte die Umwandlung der Rechtsform in Sopra Steria AG. Im April 2018 erfolgte die Umwandlung der Rechtsform in eine europäische Aktiengesellschaft (Sopra Steria SE).
In Deutschland sind rund 2.800 Mitarbeiter für die Sopra Steria Group und deren Töchter tätig.

## Tätigkeitsfelder
- Geschäftsprozess- und IT-Beratung
- Managementberatung
- Systementwicklung und -integration
- Outsourcing
- Softwareentwicklung